# Healy (cràter)
Healy és un cràter d'impacte que es troba més enllà de l'extrem nord-oest de la Lluna, a la cara oculta del satèl·lit. Està situat al sud-est de la plana emmurallada del cràter Landau, i a l'oest de Lorentz, una altra plana emmurallada.
La vora de Healy està poc desgastada, amb un petit cràter incrustat en el seu costat nord-est. Les parets internes i el sòl manquen de trets distintius, sense impactes ressenyables.

## Cràters satèl·lit
Per convenció, aquests elements s'identifiquen als mapes lunars col·locant la lletra al costat del punt mitjà del cràter que està més pròxim a Healy.
|       | \| Healy \| Coordenades \| Diàmetre \| \| ----- \| -------------------------------------- \| -------- \| \| J \| 30° 12′ N, 108° 48′ O / 30.2°N,108.8°O \| 42 km \| \| N \| 30° 54′ N, 110° 48′ O / 30.9°N,110.8°O \| 42 km \| |          |
| Healy | Coordenades | Diàmetre |
| J     | 30° 12′ N, 108° 48′ O / 30.2°N,108.8°O | 42 km    |
| N     | 30° 54′ N, 110° 48′ O / 30.9°N,110.8°O | 42 km    |